# صحراء ستورت ستوني

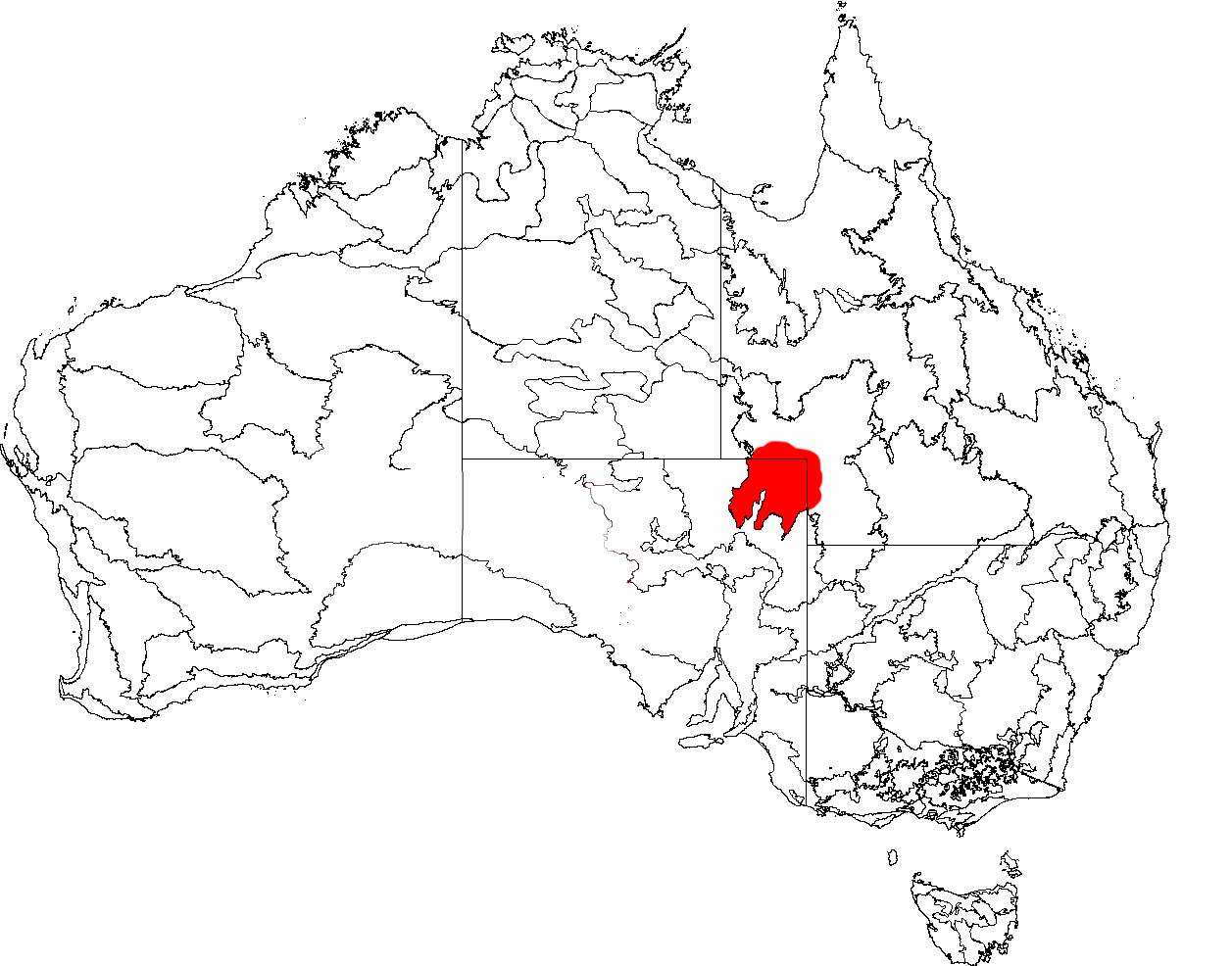
موقع صحراء ستورت ستوني في وسط أستراليا

صحراء ستورت ستوني (بالإنجليزية:Sturt Stony Desert) وهي منطقة تقع في الشمال الشرقي لجنوب أستراليا، سميت الصحراء من قبل تشارلز ستورت في عام 1844، عندما كان يحاول الوصول إلى المركز الدقيق لاستراليا.
تقع صحراء سيمبسون الكبرى إلى الغرب من صحراء ستورت ستوني، وصحراء سترزيليكي في الجنوب الشرقي، إلى الجنوب الغربي من ستورت ستوني تقع صحراء تيري، تعتبر صحراء ستورت ستوني جزء من الصحراء تيري-ستورت الإيكولوجية.
سميت الصحراء من قبل تشارلز ستورت في عام 1844، بينما كان يحاول العثور على البحار الداخلية في قارة أستراليا، والتي كان يعتقد بوجودها في وسط أستراليا. تسببت حجارة الصحراء في اصابة خيله ليعرج الخيل، ومن ثم ارتدى أسفل حوافر الماشية والأغنام التي اتخذها ستورت في حملته. تقع صحراء في أستراليا صحراء سمبسون إلى الغرب من صحراء ستورت ستوني، بينما تقع صحراء سترزيليكي إلى الجنوب الشرقي منها، وإلى الجنوب الغربي من ستورت ستوني تقع صحراء تيراري، وتقع بلدة برايد فيلي في مسار الطريق بين بلدة ماريي في جنوب أستراليا وبين بلدة برايدس فيلي في ولاية كوينزلاند.

## الراجع
1. ↑  Wwf Wildfinder نسخة محفوظة 28 يوليو 2011 على موقع واي باك مشين.